# 山本浩司 (予備校講師)
山本 浩司（やまもと こうじ、1960年 - ）は、神奈川県司法書士会に所属する司法書士、早稲田セミナー (TAC) 専任講師。大阪府出身。

## 経歴
1979年筑波大学附属駒場高校卒業。学生時代は、京王線沿線に住んでいた。
1985年東京大学法学部卒業。
1999年1月より早稲田セミナー札幌校の司法書士超短期8ヶ月合格講座（担当講師は竹下貴浩専任講師）をビデオクラスで受講し、同年7月実施の司法書士試験に一発合格。『簡裁訴訟代理関係業務』認定（認定番号102052）。早稲田セミナー始まって以来、最短最速合格記録（6ヵ月）保持者である。なお、同期合格者にLEC東京リーガルマインド札幌本校講師（元早稲田セミナー札幌校講師）の臼杵裕美がいる。
その他に行政書士試験、宅地建物取引士、マンション管理士、管理業務主任者にも一発合格している。2008年より西垣哲也講師、齋藤隆行講師とともに「オートマ実行委員会」を結成して、司法書士試験向けの受験参考書『オートマシステム』シリーズ（早稲田経営出版）を執筆している。

## 人物
TAC司法書士講座では竹下貴浩との二枚看板として、独自の記憶法である『ウサギと亀の記憶法』や、具体的な事例とともに法理論を学ぶ『2WAY学習法』を活かし、司法書士試験の出題範囲を教授する資格試験講師で、講演活動なども精力的にこなしている。
スキンヘッドがトレードマークにもなっている。

## 著書

### 受験読み物等
- ツーウェイ資格試験合格法（日経BP社）
- 東大文系合格法 数学的発想で全教科を攻略（日経BP社）
- 司法書士試験必勝「力技39」ツーウェイ戦略・技法編（日経BP社）
- 司法書士試験必勝「問題解法37」ツーウェイ・合格レベルの研究編（日経BP社）
- 「資格の天才」ヤマモトの司法書士一発合格塾（日経BP社）
- 「資格の天才」ヤマモトの宅建一発合格塾（日経BP社）
- 「資格の天才」ヤマモトの行政書士一発合格塾（日経BP社）
- 「資格の天才」ヤマモトのマン管・管業ダブル一発合格塾（日経BP社）
- 試験に勝つしくみ（PHP研究所）
- 司法書士になろう!（PHP研究所）
- 35歳からの「資格試験」勉強法（PHP研究所）
- こんなにおもしろい司法書士の仕事（中央経済社）
- 山本浩司の司法書士最短最速合格法（日本実業出版社）

### 法律入門書
- 図解でわかる民法（日本実業出版社）
- 新合格教室なるほど憲法 (1) - (2)（中央経済社）
- 新合格教室なるほど民法 (1) - (5)（中央経済社）
- 新合格教室なるほど刑法（中央経済社）
- 新合格教室なるほど会社法（中央経済社）
- 新合格教室なるほど行政法（中央経済社）
- リーガルレッスン会社法：合格教室（中央経済社）

### 受験参考書
いずれも早稲田経営出版。
- 山本式合格法 民事訴訟法 - 新傾向問題をやっつけろ -
- 山本式合格法 民事訴訟法・民事執行法・民事保全法
- 不動産登記法 - 事例式記述試験対策 -
- 商業登記法 - 登記できない事項の研究 -
- 山本浩司のautoma system 1 民法 I
- 山本浩司のautoma system 2 民法 II
- 山本浩司のautoma system 3 民法 III
- 山本浩司のautoma system 4 不動産登記法 I
- 山本浩司のautoma system 5 不動産登記法 II
- 山本浩司のautoma system 6 会社法・商法・商業登記法 I
- 山本浩司のautoma system 7 会社法・商法・商業登記法 II
- 山本浩司のautoma system 8 民事訴訟法・民事執行法・民事保全法
- 山本浩司のautoma system 9 供託法・司法書士法
- 山本浩司のautoma system 10 刑法
- 山本浩司のautoma system 11 憲法
- 山本浩司のautoma system  不動産登記法 ＜記述式＞
- 山本浩司のautoma system  商業登記法＜記述式＞
- オートマシステム でるトコ一問一答1 民法I
- オートマシステム でるトコ一問一答2 民法II
- オートマシステム でるトコ一問一答3 不動産登記法I
- オートマシステム でるトコ一問一答4 不動産登記法II
- オートマシステム でるトコ一問一答5 会社法・商法 I
- オートマシステム でるトコ一問一答6 会社法・商法 II
- オートマシステム でるトコ一問一答7 商業登記法
- オートマシステム でるトコ一問一答8 憲法・刑法
- オートマシステム でるトコ一問一答9 民事訴訟法
- オートマシステム でるトコ一問一答10 民事執行法・民事保全法・供託法・司法書士法
- 山本浩司のautoma system premier1 民法I
- 山本浩司のautoma system premier2 民法II
- 山本浩司のautoma system premier3 不動産登記法
- 山本浩司のautoma system premier4 会社法・商法・商業登記法I
- 山本浩司のautoma system premier5 会社法・商法・商業登記法II
- 山本浩司のautoma system premier6 憲法・刑法
- 山本浩司のautoma system premier7 民事訴訟法・民事執行法・民事保全法
- 山本浩司のautoma system premier8 供託法・司法書士法
- オートマ過去問1 民法 I
- オートマ過去問2 民法 II
- オートマ過去問3 不動産登記法 I
- オートマ過去問4 不動産登記法 II
- オートマ過去問5 会社法・商法
- オートマ過去問6 商業登記法
- オートマ過去問7 民事訴訟法・民事執行法・民事保全法
- オートマ過去問8 憲法・刑法
- オートマ過去問9 供託法・司法書士法
- 山本浩司のautoma system 総集編 短期合格のツボ
- みるみるわかる!商業登記法
- みるみるわかる!不動産登記法
- みるみるわかる!行政書士

### 視聴教材
いずれも早稲田経営出版。
- CD 司法書士 不動産登記法 記述式解法
- CD 司法書士 商業登記法 記述式解法

### 小説
- 美人司法書士の事件簿 相続殺人編（日経BP社）